# De la nature des choses (album)
Albums de Gabriel Yacoub (ex-Malicorne)
Je vois venir... (double album live)
(2004)
De la nature des choses est le dixième album solo de Gabriel Yacoub. Sorti au printemps 2008, il s'agit de son septième album studio en solo.

## Liste des titres
1. Tout est là 3.14
2. Le café de la fin du monde 3.59
3. Il aurait dû 3.18
4. Un des deux en l'air 4.31
5. Souvenirs oubliés 3.14
6. Le feu 3.03
7. Un jour je me suis fait poète 3.18
8. La bougie 2.17
9. Elle disait 3.47
10. Héron 2.44
11. Le nom des oiseaux 2.36
12. Le bois mort 3.59
13. La belle anversoise 2.45
14. Avant que de partir 2.58 (sous-titre : « L'art de mourir »)

## Commentaires
Sources,
Dans les chansons "Souvenirs oubliés" et "Le feu", Gabriel évoque l'incendie qui a détruit sa maison en 2004 et ses conséquences : la perte des maquettes de ses nouvelles chansons et le resserrement de ses liens avec sa compagne. Cet évènement explique le délai « anormalement » long (7 années) entre la sortie de son précédent opus :Yacoub: (2001) et celle de De la nature des choses. 
Dans l'interview qu'il a donné à Culturopoing en avril 2008, Gabriel Yacoub explique sa chanson "Le feu" : « la chanson est autobiographique [mais] j’ai eu en même temps envie de déborder de cela parce que je n’avais pas envie de raconter ce qui n'intéresse que moi ou mes proches, et je voulais faire partager cette impression et les conséquences d’un accident comme celui-là. Mais c'est évident, je parlais de notre relation avec ma compagne qui s’est retrouvée encore plus solide. Quand il t'arrive un truc pareil, soit ça casse, soit ça colle et là, c'est magnifique. Et tout ce que je raconte dans le détail, c'est la vérité. Quand je dis : « Les habits de noces qu’on nous avait donnés », c'est que le lendemain, les copains, les amis, les amis des amis nous amenaient des fringues et on s'est retrouvé avec une garde robe phénoménale. Tout cela est vrai. »
Dans le vers "Mes insectes et les anges Beatles nerveux" de la chanson "Souvenirs oubliés", Gabriel évoque également  The Beatles dont la musique l'a beaucoup influencé depuis l'adolescence.
Comme il l'avait déjà fait avec "Tant pis que l’exil" et "Le plus rapide des oiseaux" sur Quatre (1994), Gabriel aborde ici des thèmes plus politiques et sociaux à travers deux chansons plus engagées, "Il aurait dû" et "Le bois mort" (écrites dans l'esprit des protest songs de ses mentors Woody Guthrie et Bob Dylan) et évoque même la mort avec la chanson "Avant que de partir".
Ainsi que l'écrit Olivier Rossignot dans sa critique de l'album parue (à l'époque de sa sortie) sur le site web Culturopoing.com, « "Il aurait dû" s'adresse directement à George W. Bush sous la forme d’une imprécation poétique et plaintive qui imite la tradition des "hollers" des [indiens] Apalaches, « un mode que les occidentaux ont oublié depuis bien longtemps ». [Gabriel] y évoque également ses origines orientales et la spiritualité de cette culture. "Le bois mort", quant à lui, sorte de protest song, plus folk, à l’américaine, reflète sa colère et son inquiétude face à la façon dont on traite aujourd'hui les gens ordinaires et plus particulièrement dans les campagnes. [...] Le bouleversant "Avant que de partir" qui clôt l'album abord[e] pour la première fois de front le thème de la mort comme un bilan, entre tristesse et sagesse (il est sous-titré, « L'art de mourir »), incitant à vivre pleinement chaque jour comme si c’était le dernier. »
Le titre "Héron" est un instrumental composé par Gilles Chabenat.
Le site web culturopoing.com désignera De la nature des choses comme son 4e disque préféré de l'année 2008 (parmi un palmarès de 10 albums).
Le sous-titre « L'art de mourir » du titre "Avant que de partir" fait (curieusement) penser – avec  sa thématique relative à la mort et du fait de sa traduction littérale du français à l'anglais – au titre "Art of Dying" de l'ex-Beatle George Harrison, antépénultième titre de son album studio All Things Must Pass (paru en 1970). Connaissant son intérêt et sa culture pour la littérature du Moyen Âge et les traditions populaires, il peut, tout aussi bien, faire référence aux ars moriendi médiévaux, dont la philosophie perdurera jusqu'à la seconde moitié du XVIe siècle.

## Titres interprétés en concert
Gabriel a interprété (au moins une fois) sur scène tous les titres de l'album depuis sa sortie en 2008. Bien avant leur parution sur cet album, les 3 titres "Le café de la fin du monde", "Un des deux en l'air" et "Tout est là" avaient fait l'objet d'une exécution live en public lors d'un concert donné par le double trio Gabriel Yacoub / La Bergère, le soir du 17 novembre 2004, au Studio de l'Ermitage à Paris.

## Crédits
Source
- Tous titres (© 2008) écrits et composés par Gabriel Yacoub exceptés :
  - "Le feu" & "La bougie" (© 2008) (Gabriel Yacoub / Sylvie Berger)
  - "Héron" (© 2008) (Gilles Chabenat)
  - "Le bois mort" (© 2008) (Gabriel Yacoub / Gildas Arzel)

- Réalisation & arrangements : Yannick Hardouin
- Enregistrement à la maison : Gabriel Yacoub, Sylvie Berger, Julien Biget, Yannick Cluseau, Gildas Lointier & José Nédélec [Siwa] assisté par Olivier Cassiot en 2007 & 2008
- Mixage : Julien Biget
- Finalisation : Didier Le Marchand [Studio Mikeli]

- Conception graphique : Gabriel Yacoub, finalisée par Yannick Cluseau [Studio Yac Prod 36120 Pruniers]
- Photos : Coline Yacoub [Chine © Coline Yacoub 2007]
- Peinture : Denise Driscoll ["Portrait" (Cambridge, MA / Janvier 2002), 1er tableau (oil on canvas / huile sur toile) d'une (alors nouvelle) série intitulée "100 wishes, dreams and desires" (© Denise Driscoll 2002 / courtesy of the artist)]

© Editions des Plantes 2008, sauf "Le bois mort" : Editions des Plantes / Kevin Organisation

## Personnel
- Gabriel Yacoub : chant, guitare, banjo 5 cordes, mandoline, dulcimer, autoharpe, harmonica, paysage sonore, chœurs
- Gilles Chabenat : vielle à roue
- Yannick Hardouin : piano, harmonium, basse, celesta, glockenspiel, chœurs
- Nicolaïvan Mingot : guitare électrique
- Julien Biget : guitare, mandoline, glockenspiel, chœurs
- Gildas Arzel : guitare, dobro, mandoline, harmonica, pedal steel guitar, chœurs
- Frédéric Paris : clarinette
- Yannick Cluseau : percussions
- Christophe Pereira : trompette, bugle
- Pierre Flandin : trompette, bugle
- Philippe Chadel : trombone
- Vincent Bellier : trombone basse, tuba, saxhorn
- Bastien Lucas : chœurs
- Johan Delvarre : chœurs
- Kilian Arzel : chœurs
- La Bergère : chœurs